# Literatura en occidental

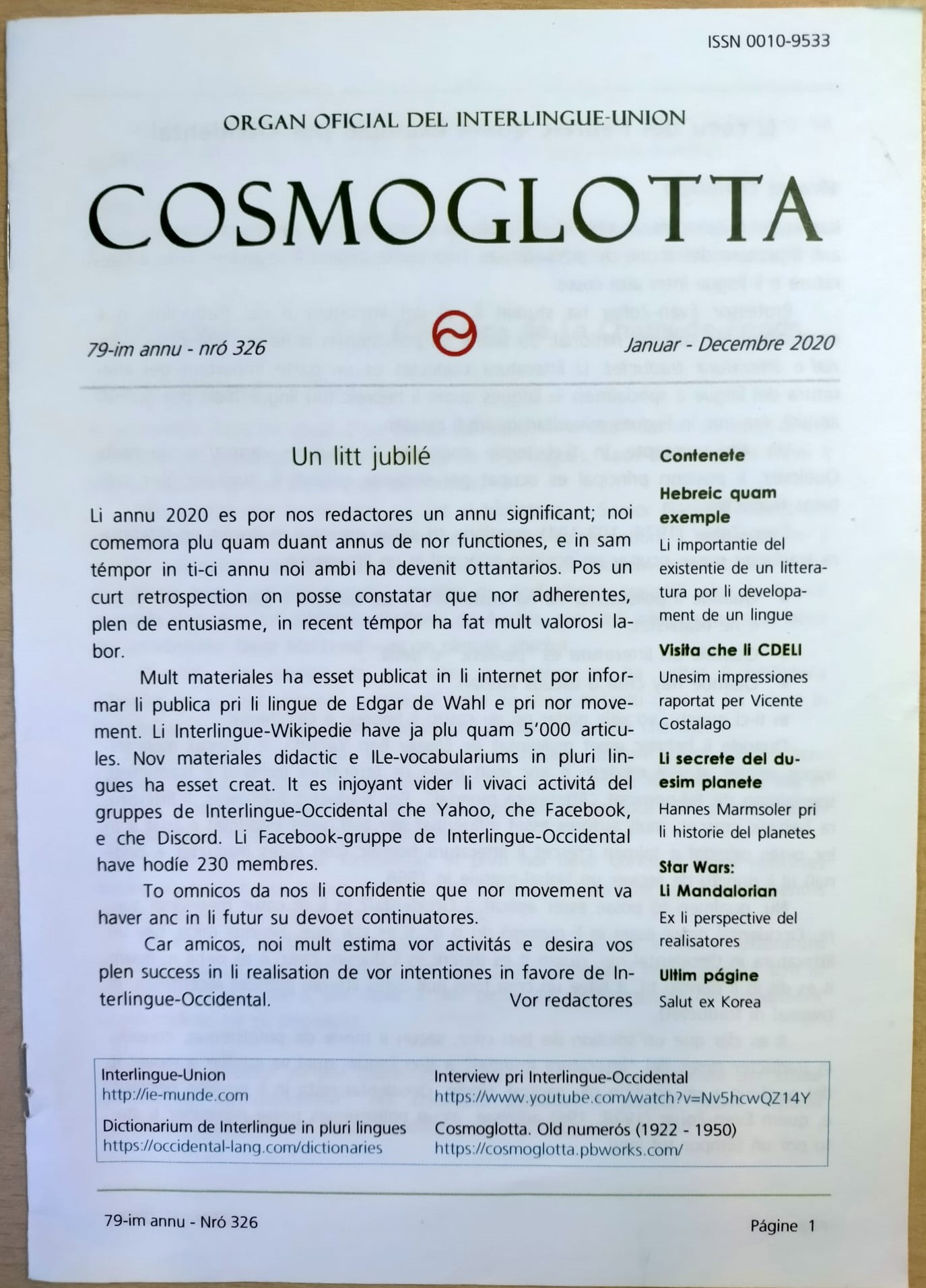
Una gran parte de la literatura en occidental se ha publicado en su revista oficial Cosmoglotta.
El occidental es un idioma artificial creado por Edgar de Wahl en 1922. Se caracteriza por ser un idioma naturalista y regular, una vía media entre la artificiosidad del esperanto y del ido, y la naturalidad total de la interlingua (que incluye muchas irregularidades).
Los periodos en los que se divide la literatura en interlingue son:
- Primer periodo (1921-1927): Desde la creación del idioma hasta el cambio de sede a Viena.
- Periodo de Viena (1927-1949): Desde el cambio de sede a Viena hasta el cambio de nombre a interlingue.
- Periodo de paralización (1950-1999): Desde el cambio de nombre del idioma hasta del creación del primer Yahoo! Group.
- Reavivamiento en internet (1999 hasta la actualidad): Desde la creación del primer Yahoo! Group hasta la actualidad.

## Primer periodo (1921-1927)
La primera publicación conocida en occidental es el libro Transcendent algebra, ideografie matematical, experiment de un lingue filosofic, de Jacob Linzbach, publicado en 1921. Sin embargo, no se puede considerar este libro como una "obra literaria".
El primer texto literario que se puede encontrar en Cosmoglotta es Hymne, de Kaarlo Hammar, traducido del finés por K.J. Saarinen en Kosmoglott 1925.
La siguiente obra literaria apareció en el Supplement de Kosmoglott 1 (año 1926). Esta revista tenía como objetivo el publicar traducciones de textos científicos y literarios. En el primer número se pueden encontrar traducciones de dos poemas de Goethe hechos por A. Toman: el verso 48 (aunque apareciera como el 54 en Cosmoglotta) del texto Vier Jahreszeiten e también una parte del poema Wandrers Nachtlied.
A. Toman tradujo también poesías de Jaroslav Vrchlický. En 1926 se publicó Nationalism in Occidente, que era la traducción a partir del inglés hecha por A. Toman del primer capítulo de Nationalism, publicado en 1918 por Rabindranath Tagore.

## Periodo de Viena (1927-1949)
El segundo periodo de la historia literaria del occidental es el periodo de Viena, que empezó en 1927 y se extendió hasta 1949, cuando se cambió el nombre del idioma a interlingue.
En Supplement al Cosmoglotta 7 (1927), se encuentra la traducción de la "Sentencias persas" de Saadi, y en Supplement al Cosmoglotta 8 (Marte 1927), se encuentra Li Francia depos li guerre, de Hermann Keyserling, y un fragmento de Suicide, de T. G. Masaryk.
En 1930, Ric Berger publicó Historiettes in Occidental, una compilación de historietas originalmente publicada en la revista Helvetia.
También 1930 se publicó Ú es mi hem?, de Konstanti Balmont, traducido por A. Toman en colaboración con M. Guilbert, A. Deminger y E. de Wahl.
En 1931 se publicó la obra Manuel Menendez, una obra de Edmondo de Amicis traducida por A. Toman con la ayuda de Edgar de Wahl. También en ese año se publicó Un descende in li Maelstrom, una obra de Edgar Allan Poe, igualmente traducida por A. Toman con la ayuda de Edgar de Wahl.
Jaroslav Podobský publicó Li Astres del Verne, una colección de poesía original en Occidental.
En 1938, Jan Amos Kajš publicó Krasina, raconta del subterrania del Moravian carst.
Entre las obras originales, destacan las de A.E. Cortinas, como Li vive pende a un fil, Li mendico, Li incercerat princessa e Pro amore al musica; y el cuento Cacuma, de P. Dimitriev, publicado en Cosmoglotta A 143 (enero 1949).

## Periodo de estancamiento (1950-1999)

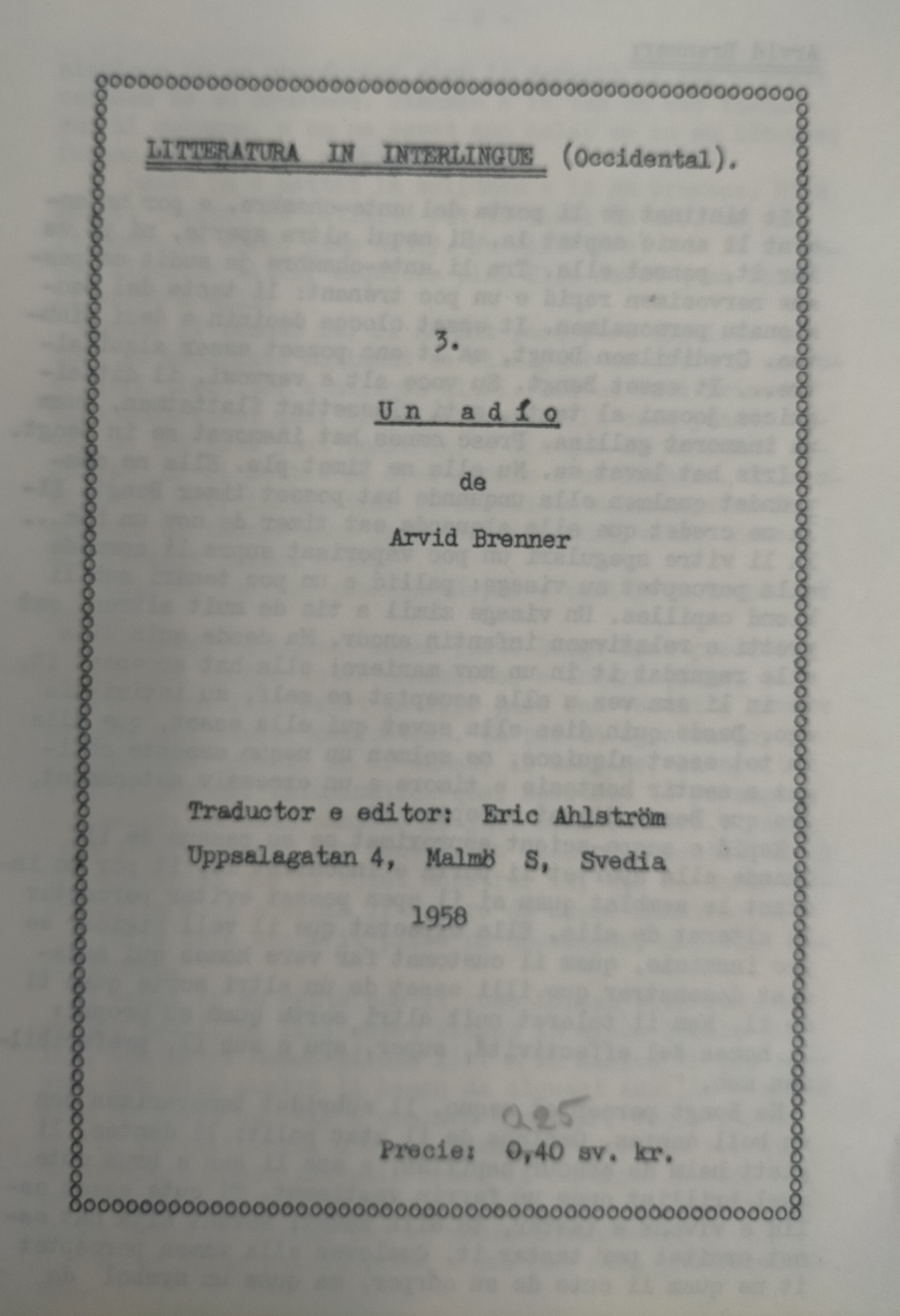
Un Adío, de Arvid Brenner, traducido en 1958 por Eric Ahlström.

El periodo de estancamiento empezó en 1950, cuando la Occidental-Union votó oficialmente el cambio de nombre del idioma a interlingue. Este cambio se aceptó con un apoyo del 91%. Este periodo acabó con la creación del primer Yahoo! Group en occidental en 1999.
Interlingua apareció en 1951 y muchos occidentalistas, incluyendo Ric Berger, uno de sus principales defensores, empezaron a apoyar esta nueva lengua de IALA, que significó un debilitamiento del movimiento. Cosmoglotta siguió apareciendo, pero con menos periodicidad hasta el punto de dejar de aparecer en 1985. Según Don Harlow, un autor esperantista, Adrian Pilgrim, editor de Cosmoglotta en aquella época, dijo que el occidental podía describirse como una "lengua muerta".
Li matre parla, una traducción de Josef Křesina a partir del original checo de Jiří Marek, se publicó en 1954.
Li alocution al chefes de Lebak, de Multatuli, fue traducido por Piet Cleij y publicado en 1955. Es un fragmento de la obra "Max Havelaar", que "fue una severa acusación contra el sistema colonial holandés de aquella época".
En 1957, el Interlingue Institute Nederland publicó Camises Nuptial, de Karel Jaromír Erben, traducido por Josef Křesina. En 1958, Eric Ahlström publicó "Un adío", una traducción libre de Arvid Brenner. Del mismo traductor es el libro "Un desertor", escrito originalmente por Bo Bergman y publicado (la traducción) en 1958, año de publicación de Episode con perspectives, de Harald Herdal.
En 1964 Francis R. Pope publicó el libro Poemas, una colección de poemas traducidos del alemán, del francés y del inglés.

## Reavivamiento en internet (1999 hasta la actualidad)
El reavivamiento del occidental empezó en 1999, cuando se creó el primer Yahoo! Group en occidental. Antes de esto, el idioma había sufrido una etapa de decadencia en los ochenta y los noventa. En esta época cabe destacar la creación de Wikipedia, que alcanzó los 5000 artículos en 2020.
El primer texto publicado en esta época es Li Cartusie de Parma, de Stendhal, publicado en internet por Robert Winter en 2011.
En 2012, Thomas Schmidt publicó Li Munde de Sandra en la revista por internet Posta Mundi, que se especializa en publicaciones literarias en lenguas artificiales. Este autor también tradujo Li litt prince en 2014.
En 2019, Dave MacLeod publicó Li Romance de Photogen e Nycteris.
Entre los años 2021 y 2023, Vicente Costalago ha publicado textos originales como Li sercha in li castelle Dewahl e altri racontas, Li tresor de Fluvglant, Subuqti y Verses escapat de mi mente; y traducciones como Antologie hispan, Fabules, racontas e mites y Antologie de poesie europan.

## Obras
Las principales obras originales son:
- Pro principie, Un parábol, de Engelbert Pigal, publicado en Cosmoglotta A 066 (nov 1929).
- Li censor, de A. Kofman, publicado en Cosmoglotta A 086 (jan-feb 1933).
- Krasina, raconta del subterrania del Moravian carst, publicado en 1938 por Jan Amos Kajš.
- Li astres del Verne, una colección de poesía original de Jaroslav Podobský, publicado en 1935 y 1947.
- Li raconta Cacuma, de P. Dimitriev, publicado en Cosmoglotta A 143 (jan 1949).
- Li Munde de Sandra, publicado por Thomas Schmidt en Posta Mundi el 21 de diciembre de 2012.[2]
- Curt amore, publicado en Cosmoglotta A 105 (nov-dec 1935).
- Vive li passate, de S. W. Beer, publicado en Cosmoglotta A 120 (mar 1938)
- Li mendico de A.E. Cortinas, publicado en Cosmoglotta B 074 (sep 1945).
- Li incarcerat princessa de A.E. Cortinas, publicado en Cosmoglotta A 133 (apr 1947)
- In Obscuritá de J. Podobský, publicado en Cosmoglotta A 137 (apr 1948).
- Pro amore al musica, de A.E. Cortinas, publicado en Cosmoglotta B 080 (apr 1946).
- Quiet vicinos, de Ilmari Federn, publicado en Cosmoglotta B 088 (mar 1947).
- Li vive pende a un fil, de A.E. Cortinas, publicado en Cosmoglotta B 069 (apr 1945).
- Li squale e li marinero, publicado en Cosmoglotta B 064 (nov 1944).
- Li savagi Ganse publicado en Cosmoglotta B 064 (nov 1944).
- Li últim rendevú o esque rendevús es dangerosi?, de Dorlota Burdon en internet en archive.org (mar 2021)
- Li sercha in li castelle Dewahl e altri racontas, de Vicente Costalago.[3]
- Li unesim impression, de Dorlota, publicado en internet en Puellesses
- Li tresor de Fluvglant, de Vicente Costalago.
- Subuqti, de Vicente Costalago
- Verses escapat de mi mente, de Vicente Costalago
- Anidros, de Vicente Costalago
- Li Crímines de Cnocorran, de Vicente Costalago[4]
- Yo have ancor alquó a dir, de Vicente Costalago
- Exea!, de Vicente Costalago[5]